# Schiemond (haven)
Schiemond is een haven van Rotterdam gelegen in de deelgemeente Delfshaven.

## De geschiedenis van de haven Schiemond
Schiemond is gegraven in de negentiende eeuw. De Delfshavense Schie was voor die tijd verbonden met de Nieuwe Maas via de Aelbrechtskolk en de Voorhaven. De Voorhaven kwam uit in de Kous, een gedeelte van de Nieuwe Maas dat van de rest van de rivier gescheiden was door de Ruigeplaat.
In de negentiende eeuw is de Kous afgedamd bij de Westkousdijk en de Oostkousdijk en is de Ruigeplaat doorgegraven om de nieuwe verbinding met de Nieuwe Maas tot stand te brengen. Ter hoogte van de huidige Westzeedijk werd in 1875 de Ruigeplaatsluis aangelegd.
Na het graven van de Coolhaven en de opening van de Parksluizen in 1933 nam het belang van Schiemond als verbinding tussen de Delfshavense Schie en de Nieuwe Maas af.
In 1968 is in het kader van de Deltawet de verbinding tussen Schiemond en de Middenkous afgesloten door de Westzeedijk, een deel van Schielands Hoge Zeedijk.

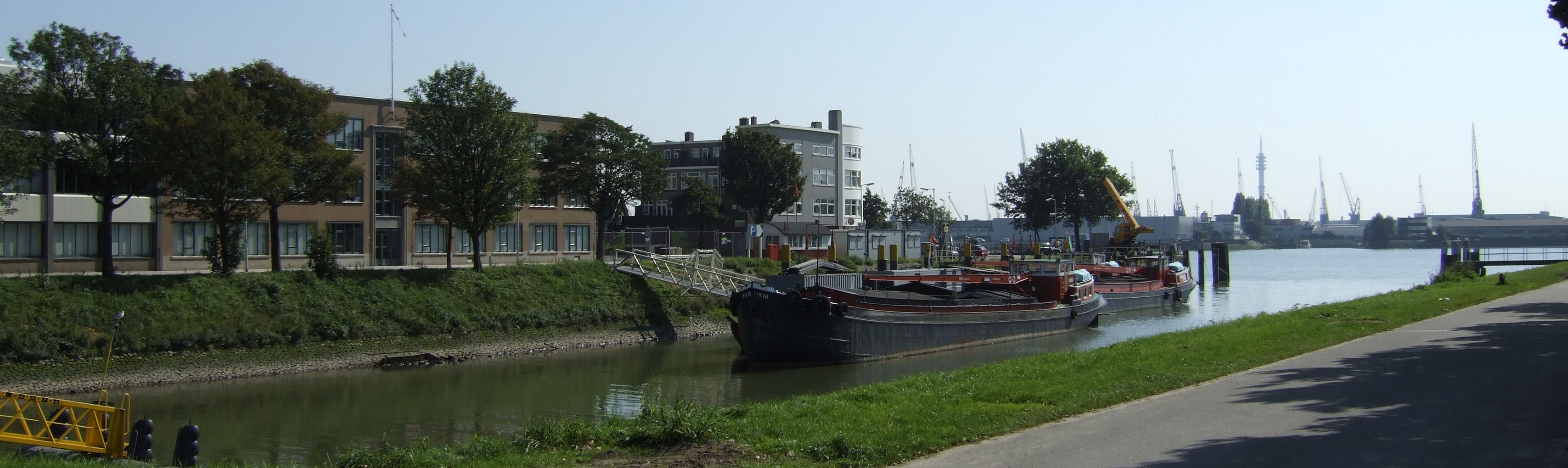
Schiemond